# Yūshi Yamaya
Yūshi Yamaya (japanisch 山谷 侑士 Yamaya Yūshi; * 11. Juni 2000 in Yokosuka) ist ein japanischer Fußballspieler.

## Karriere
Yamaya erlernte das Fußballspielen in der Jugendmannschaft der Yokohama F. Marinos. Hier unterschrieb er 2019 auch seinen ersten Profivertrag. Der Verein aus Yokohama spielte in der höchsten Liga des Landes, der J1 League. Ende 2019 feierte er mit den Marinos die japanische Meisterschaft. In der Meistersaison absolvierte er drei Erstligaspiele. 2020 wurde er an den Zweitligisten Mito HollyHock ausgeliehen. Mit dem Verein aus Mito spielte er 12-mal in der zweiten Liga. Anfang 2021 lieh ihn der Drittligist Kagoshima United FC aus. Für den Verein aus Kagoshima stand er 18-mal in der dritten Liga auf dem Spielfeld. Direkt im Anschluss wurde er die Saison 2022 an den Erstligaabsteiger Yokohama FC ausgeliehen. Am Ende der Saison 2022 feierte er mit Yokohama die Vizemeisterschaft der zweiten Liga und den Aufstieg in die erste Liga. Nach der Ausleihe kehrte er zu den Marinos zurück. Nach Vertragsende bei den Marinos ging er im Februar 2023 nach Singapur. Hier unterschrieb er einen Vertrag beim Erstligisten Geylang International.

## Erfolge
Yokohama F. Marinos
- Japanischer Meister: 2019

Yokohama FC
- Japanischer Zweitligavizemeister: 2022  ▲